# Ayrthon Quintana
Ayrthon Carlos Edú Quintana Azalde (Chiclayo, Perú, 14 de marzo del 2001) es un futbolista peruano. Juega como Defensa - Lateral izquierdo, destacándose por su velocidad, habilidad defensiva y proyección al ataque. Su equipo actual es Los Chankas CYC de la Liga1 de Perú. 

## Trayectoria
Ayrthon Quintana tuvo una formación en clubes juveniles como Juan Aurich , Academia River Plate Chiclayo , Estudiantil Diego Ferré y San Salvador en 2016, así como en Sport Chimú el mismo año. 
En el 2020, Quintana debutó oficialmente en la Liga1 de Perú con Carlos Stein. Su primer partido como profesional fue el 21 de noviembre de 2020 contra Binacional, bajo la dirección técnica de Daniel Valderrama. Aunque el equipo sufrió una derrota en ese encuentro, este debut marcó el inicio de su carrera en la máxima categoría del fútbol peruano. Durante su tiempo en Carlos Stein, Quintana participó en tres encuentros de la Liga1 de Perú, acumulando un total de 201 minutos en cancha. De estos partidos, fue titular en dos ocasiones y suplente en una. Sin embargo, la temporada estuvo marcada por dificultades para el club. Carlos Stein se enfrentó a problemas administrativos que culminaron con una decisión del Tribunal de Arbitraje Deportivo (TAS), la cual determinó su descenso a la Liga 2. Esta resolución afectó directamente a los jugadores, incluido Quintana, quien buscaba continuar su carrera en la Liga1 de Perú.
En el 2021, se incorporó a Cienciano, procedente de Carlos Stein. Durante la temporada 2021, participó en 19 partidos de la Liga1 de Perú, acumulando un total de 1.523 minutos en el campo. De estos encuentros, fue titular en 17 ocasiones y suplente en dos, demostrando su capacidad para adaptarse rápidamente al equipo y ganarse un lugar en la alineación principal. Su desempeño en la defensa contribuyó a que Cienciano alcanzara una posición destacada en la tabla, lo que le permitió clasificarse para la Copa Sudamericana 2022. Así mismo, fue convocado a la Selección Peruana Sub-20.
En el 2022,  disputó 31 partidos, anotando un gol y brindando tres asistencias, consolidándose como titular en el equipo cusqueño. Este desempeño le valió la renovación de su contrato, destacando su orgullo por pertenecer a un club de la envergadura de Cienciano. En abril de 2022, marcó su primer gol profesional en la victoria 5-0 contra Club Alianza Atlético Sullana, siendo felicitado por sus compañeros y resaltando su satisfacción por el logro. 
En la temporada 2023, Ayrthon Quintana continuó su destacada trayectoria con el Club Cienciano, consolidándose como una pieza clave en la defensa del equipo. Durante este período, participó en 31 partidos de la Liga1 de Perú, acumulando un total de 2.028 minutos en el campo. De estos encuentros, fue titular en 23 ocasiones y suplente en ocho, demostrando su consistencia y fiabilidad en la línea defensiva. A pesar de no haber anotado goles en esta temporada, su contribución defensiva fue fundamental para el rendimiento del equipo. Su rendimiento en la temporada no solo consolidó su posición en el equipo, sino que también aumentó su valor en el mercado de transferencias, situándolo como uno de los defensores más prometedores del fútbol peruano. 
En la temporada 2024 se incorporó al club Sport Boys del Callao, procedente de Cienciano, con el objetivo de reforzar la defensa del equipo rosado en la Liga 1. Durante su estancia en Sport Boys, Quintana participó en seis encuentros de la Liga 1 , acumulando 282 minutos en el campo. De estos partidos, fue titular en tres ocasiones y suplente en las otras tres. Sin embargo, su permanencia en Sport Boys fue breve, Quintana se trasladó a Los Chankas CYC, buscando mayores oportunidades de juego y continuidad en su carrera profesional. A pesar de su corto paso por el equipo del Callao, su profesionalismo y compromiso quedaron evidenciados en cada presentación, dejando una impresión positiva en la institución.
Ayrthon Quintana se unió al Club Deportivo Los Chankas CYC en julio de 2024,disputó 17 partidos en la Liga 1, acumulando un total de 514 minutos en el campo. Aunque no registró goles ni asistencias, su desempeño defensivo fue sólido, contribuyendo a la estabilidad del equipo en su primera incursión en la máxima categoría del fútbol peruano. La participación de Quintana en Los Chankas CYC durante 2024 no solo le permitió sumar experiencia en la Liga 1, sino también ser parte de un proyecto que buscaba consolidarse en el fútbol profesional peruano, aportando su talento y dedicación al crecimiento del club en esta nueva etapa.
Finalmente, gracias a su rendimiento constante y su experiencia renovó su contrato con Los Chankas CYC para la temporada 2025 , el cual representa una oportunidad para que Quintana consolide su posición en el club y continúe desarrollándose como un jugador clave en la Liga 1 peruana, asegurando su continuidad en el club mientras busca mantener la competitividad del equipo en la élite del fútbol peruano. 

## Clubes
| Club            | País | Año               |
| --------------- | ---- | ----------------- |
| Carlos Stein    | Perú | 2020              |
| Cienciano       | Perú | 2021 -2023        |
| Sport Boys      | Perú | Marzo 2024        |
| Los Chankas CYC | Perú | Julio 2024 - Act. |